# Riansaari (ö i Mellersta Finland)
Riansaari är en ö i Finland. Den ligger i sjön Kivijärvi och i kommunen Kivijärvi i den ekonomiska regionen  Saarijärvi-Viitasaari och landskapet Mellersta Finland, i den centrala delen av landet, 300 km norr om huvudstaden Helsingfors. Öns area är 90,2 hektar och dess största längd är 1,8 kilometer i sydöst-nordvästlig riktning.